# Norialsus novemspinosa
Norialsus novemspinosa är en insektsart som beskrevs av Van Stalle 1986. Norialsus novemspinosa ingår i släktet Norialsus och familjen kilstritar. Inga underarter finns listade i Catalogue of Life.